# Petit David Minkoumba
Petit David Minkoumba, né le 27 février 1989 à Yaoundé, est un haltérophile camerounais.

## Carrière
Aux Jeux olympiques d'été de 2016, il termine seizième dans la catégorie des moins de 94 kg.
Au niveau continental, il  remporte la médaille de bronze aux Championnats d'Afrique d'haltérophilie 2009 et aux Championnats d'Afrique d'haltérophilie 2010 dans la catégorie des moins de 77 kg et la médaille de bronze aux Championnats d'Afrique d'haltérophilie 2016 dans la catégorie des moins de 94 kg.